# شرح دلدادگی
اثر شرح دلدادگی در پرده‌های آواز بیات اصفهان اجرا شده‌است و به دستگاه شور و نوا و آواز دشتی نیز اشاره دارد .
- گوشه در آمد با الهام از شعر حافظ :

| دست از طلب ندارم تا کام من بر آید |  | یا تن رسد به جانان یا جان زتن در آید |
| بگشای تربتم را بعد از وفات و بنگر |  | کز آتش درونم دود از کفن در آید       |

- بیات راجه با الهام ازشعر:

| چه مبارک سحری بود و چه فرخنده شبی |  | آن شب قدر که این طرفه حیاتم دادند |

- قسمت اوج یا عشاق با الهام از ردیف طاهر زاده و شعرسعدی :

| من ای صبا ره رفتن به کوی دوست ندانم |  | تو می‌روی به سلامت سلام من برسانی |

اجرا گردیده‌اند.

## جزئیات اثر شرح دلدادگی
آهنگساز و نوازنده تار : فرهاد ریحانی
نوازنده تمبک : مرتضی یگانه راد

## قطعات به اجرا در آمده در این اثر
۱.هفت ضربی اصفهان
۲.در آمد
۳.پنج ضربی
۴.بیات راجه
۵.چهار مضراب بیات راجه
۶.عشاق
۷.شکوه
۸.نوا 
۹.رقص خیال ( تقدیم به دوست عزیزم مرتضی یگانه راد )
۱۰.آواز دشتی
۱۱.شرح دلدادگی
۱۲ فرود ( سوز و گداز )
۱۳ چهار مضراب اصفهان